# Uramya indita
Uramya indita är en tvåvingeart som först beskrevs av Walker 1861.  Uramya indita ingår i släktet Uramya och familjen parasitflugor. Inga underarter finns listade i Catalogue of Life.